# Phyllocnistis cornella
Phyllocnistis cornella är en fjärilsart som beskrevs av Ermolaev 1987. Phyllocnistis cornella ingår i släktet Phyllocnistis och familjen styltmalar. Inga underarter finns listade i Catalogue of Life.